# Hondsheuvels
De Hondsheuvels is een buurt in het stadsdeel Woensel-Zuid in de Nederlandse stad Eindhoven. De buurt ligt in de wijk Begijnenbroek. Op 1 januari 2023 telde de buurt 375 inwoners, verdeeld over 119 woningen, met een gemiddelde WOZ-waarde van € 293.000, op een oppervlakte van 0,42 km².
Deze buurt bestaat eigenlijk uit drie zaken, het Máxima Medisch Centrum, een sportcomplex en een verzorgingsflat.